# Chiesa di Sant'Anna (Borgo Valsugana)
La chiesa di Sant'Anna è una chiesa sussidiaria a Borgo Valsugana, in Trentino. Appartiene alla zona pastorale Valsugana - Primiero dell'arcidiocesi di Trento e risale al XVII secolo.

## Storia

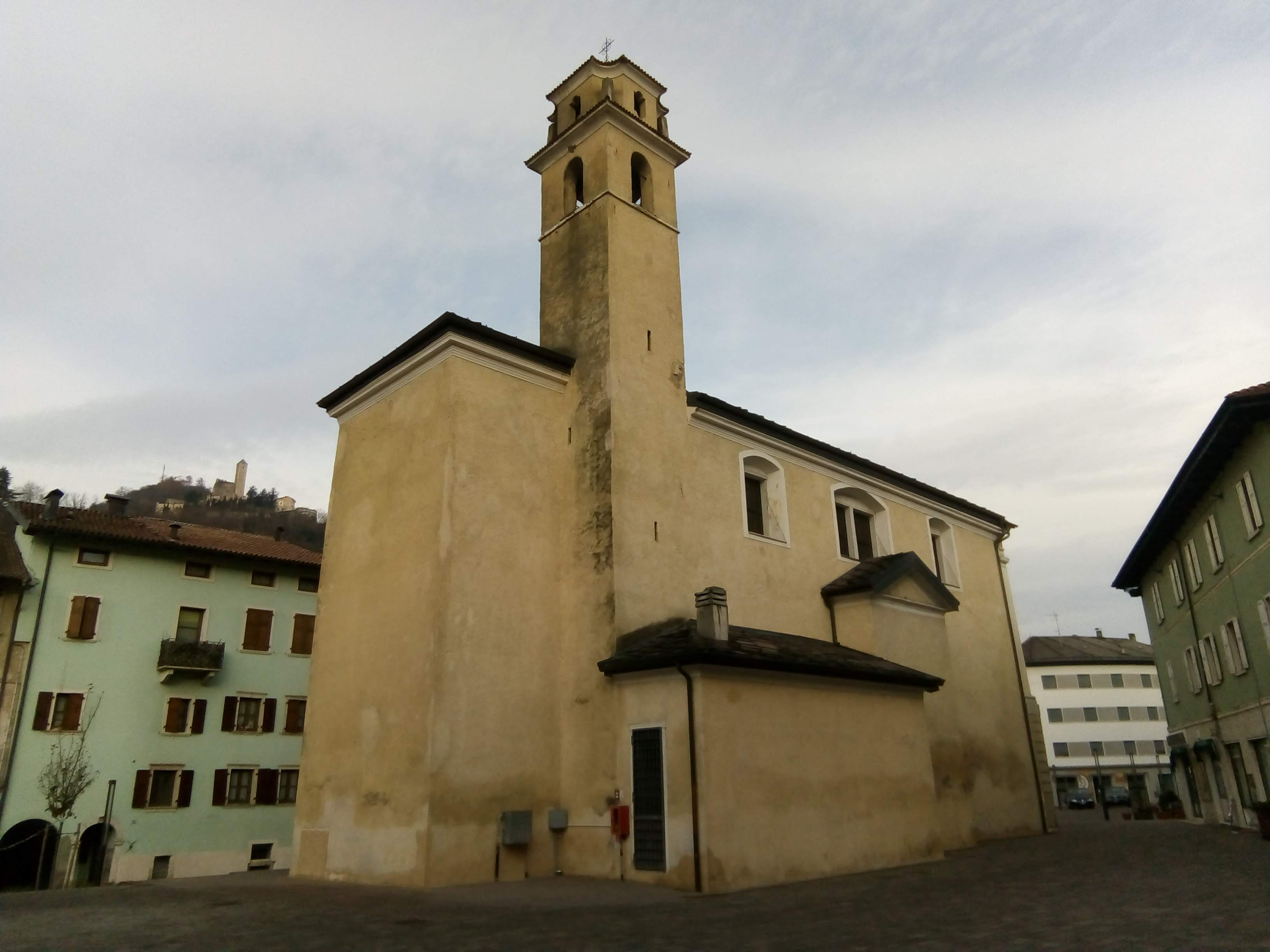
Chiesa di Sant'Anna, fiancata laterale sinistra con torre campanaria

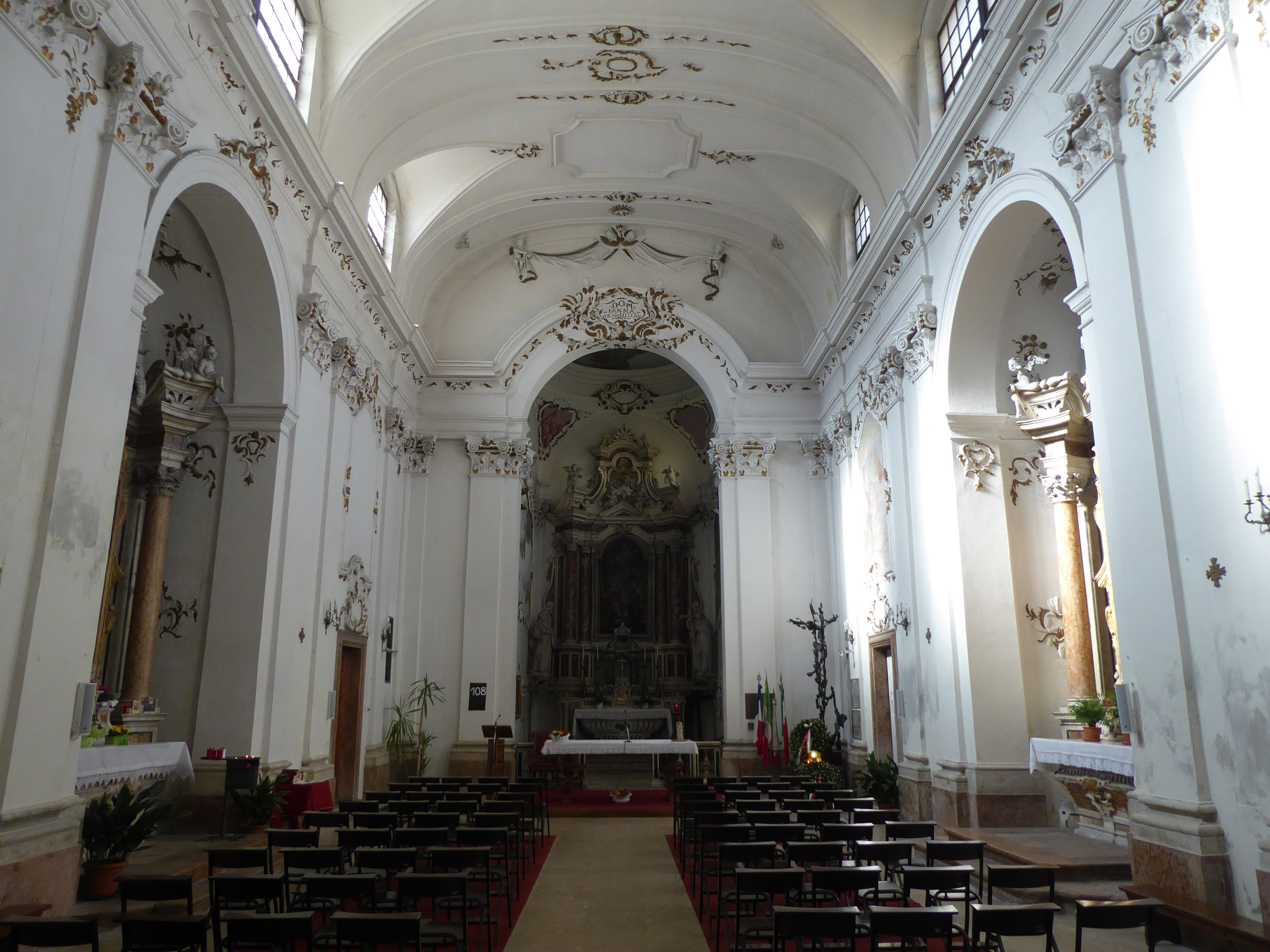
Interno

Bernardina Floriani, maggiormente nota come Giovanna Maria della Croce, fondò a Borgo Valsugana il monastero delle clarisse dopo averne fondato un altro a Rovereto, legato alla chiesa di San Carlo Borromeo. Col monastero venne costruita anche la chiesa con dedicazione a Sant'Anna, col sostegno dell'imperatore Leopoldo I d'Asburgo. L'iniziativa ottenne l'autorizzazione papale quindi il cantiere venne aperto nel 1668 e chiuso nel 1672, poco prima della sua morte.
La solenne consacrazione venne celebrata appena finiti i lavori, nel 1672, dal vescovo di Feltre Bartolomeo Gera.
Nella seconda metà del XVIII secolo la chiesa fu oggetto di importanti arricchimenti decorativi secondo lo stile rococò seguiti da una nuova riconsacrazione celebrata dal vescovo feltrino Andrea Antonio Silverio Minucci nel 1768. Le disposizioni relative alle istituzioni ecclesiastiche promulgate da Giuseppe II d'Asburgo-Lorena portarono nel 1782 alla soppressione della chiesa e del convento e nel 1786, sotto l'aspetto della giurisdizione ecclesiastica, tutta l'area di Borgo Valsugana entrò a far parte della diocesi di Trento lasciando quella di Feltre.
Nel 1787 gli edifici non più utilizzati allo scopo per il quale erano stati costruiti vennero acquisiti dal conte veneziano Giovanelli che rinominò l'antico convento il castello. Oltre mezzo secolo più tardi, nel 1847, la sola chiesa rientrò parzialmente nelle disponibilità del comune di Borgo che la restaurò, ricostruendone il prospetto principale, e la restituì al culto. Nel 1859 l'intero complesso (chiesa e monastero) divenne pienamente proprietà del comune.
Nel 1862 un furioso incendio colpì l'abitato di Borgo e anche la chiesa ne risultò fortemente danneggiata. L'unica parte rimasta indenne fu il presbiterio. A seguito di tale circostanza quasi tutta la struttura conventuale venne abbattuta per permettere alla cittadina di recuperarne lo spazio per una piazza da dedicare al mercato e da quel momento la chiesa risultò isolata rispetto agli altri edifici. A partire dal 1873 il tempio venne ricostruito partendo dalla navata e una nuova benedizione fu celebrata nel 1875.
Durante il XX secolo, in particolare durante i due conflitti mondiali, l'edificio venne riutilizzato per altri scopi, anche come magazzino, e fu solo a partire dal 1973 che si riprese a pensare al recupero del luogo sacro. Divenne un Tempio Civico e anche un monumento per i caduti di tutti i conflitti con il conseguente lavoro di restauro e recupero delle antiche funzioni.

## Descrizione

### Esterni
L'edificio ha un orientamento verso ovest e si trova al centro di piazza Martiri della Resistenza. Il prospetto principale è in stile neoclassico con un alto zoccolo, che comprende per intero in altezza il portale, e una parte superiore suddivisa da paraste. Al centro un grande oculo porta luce nella navata interna e in alto il frontone triangolare conclude la facciata. La torre campanaria si trova sulla fiancata di sinistra.

### Interni
La navata interna è unica, in stile rococò riccamente decorata con stucchi dorati restaurati da Eugenio Talenti di Bolzano. Gli interessanti altari marmorei sono opera di Stefano Paina, di Castione di Brentonico, località nota per le sue maestranze specializzate nella lavorazione del marmo delle sue cave. La pala dell'altare maggiore, opera del veronese Antonio Lenetti, raffigura Sant'Anna. Sui due lati della navata si aprono due cappelle laterali gemelle.